# Бобров, Евгений Александрович (правозащитник)
Евгений Александрович Бобров (род. 4 августа 1978, г. Жуковский, Московская область) — российский юрист и правозащитник, заместитель председателя Совета при Президенте Российской Федерации по развитию гражданского общества и правам человека (2015——2019), председатель постоянной комиссии по миграционной политике, местному самоуправлению и территориальному развитию, руководитель рабочей группы СПЧ — Минстроя России по реализации права граждан на доступное жильё. Руководитель межрегиональной общественной организации «Правозащитная организация „Восход“». Кандидат юридических наук

## Биография
Родился 4 августа 1978 г. в городе Жуковский Московской области. В 1998 г. окончил Жуковский авиационный техникум по специальности правоведение.
С ноября 1999 г. — основатель и руководитель МОО «Правозащитная организация „Восход“».
В 1999—2015 годах оказывал правовую и экспертную помощь Московской Хельсинкской группе, Сети «Миграция и право» правозащитного центра Мемориал, Форуму переселенческих организаций и Независимому экспертно-правовому совету.
В 2005 г. окончил Московскую государственную юридическую академию, юрист. Преподает гражданский процесс, жилищное право, право социального обеспечения, адвокатуру, нотариат в Российском государственном университете нефти и газа им. И. М. Губкина.
Успешно провел несколько десятков судебных процессов нормативно значимого характера (об оспаривании законоположений в сфере обязательного медицинского страхования, жилищных субсидий, миграции и регистрационного учёта населения, пенсионного обеспечения, признания российского гражданства, бессрочности паспортов гражданина СССР, защиты жилищных прав инвалидов, бездомных, жителей рабочих общежитий и др.).
Автор статей и монографий по защите социальных прав, права на гражданство, регистрационному учёту и гражданскому процессу.
В декабре 2010 г. подвергся нападению неизвестных. Инцидент, возможно, был связан с профессиональной или общественной деятельностью.
В 2011 г. — лауреат премии Московской Хельсинкской группы «За мужество, проявленное в защите прав человека».
С ноября 2012 г. по октябрь 2019 г. — член Совета при Президенте Российской Федерации по развитию гражданского общества и правам человека, руководитель Постоянной комиссии по миграционной политике, местному самоуправлению и территориальному развитию, руководитель рабочей группы СПЧ — Минстроя России по реализации права граждан на доступное жильё.
В сентябре 2013 г. избран депутатом Совета одного из муниципальных образований Наро-Фоминского района Московской области.
С декабря 2014 г. — член рабочей группы при Правительстве РФ по оказанию помощи украинским беженцам под руководством вице-премьера Д.Козака.
С марта 2015 г. — член Совета при губернаторе Московской области по развитию гражданского общества и правам человека.
С 26 ноября 2015 г. по 21 октября 2019 г. — заместитель председателя Совета при Президенте Российской Федерации по развитию гражданского общества и правам человека.
В феврале 2016 г. защитил кандидатскую диссертацию по теме «Реализация права на страховую пенсию: вопросы теории и практики» в МГУ им. И. М. Ломоносова.
Вдовец, воспитывает троих дочерей.

## Сочинения
- Бобров Е. А. Реализация социальных прав в г. Москве при отсутствии регистрации: законодательство и судебная практика 2001—2002 годов. Монография. Москва 2002 г. 378 с.[6]
- Бобров Е. А. Проблемы правового положения иностранных граждан и лиц без гражданства из числа бывших граждан СССР, желающих остаться на постоянное проживание в Российской Федерации // Приобретение гражданства Российской Федерации и легализации иностранных граждан в России, 18 сборник. — М.: Р.Валент, 2005. С. 80 — 86 http://refugee.memo.ru/Archive/F.nsf/Lookup/proceedings/$file/Sbornik_18.pdf.
- Бобров Е. А. Административные ограничения в реализации социальных прав // Право человека на жизнь и гарантии его реализации в сфере труда и социального обеспечения. Материалы международной научно-практической конференции / под ред. К. Н. Гусова — М.: Проспект, 2008. С. 446—450.
- Бобров Е. А. Подтверждение места жительства для реализации социальных прав // Трудовое право. 2009. № 8. С. 67 — 71 http://www.lawmix.ru/bux/24648
- Бобров Е. А. Публично-правовой порядок рассмотрения споров о праве граждан на трудовую пенсию // Социальное и пенсионное право. 2010. № 4. С. 7 — 10.
- Бобров Е. А. О некоторых вопросах несудебной формы защиты права на трудовую пенсию // Законодательство. 2013. № 10. С. 63 — 67.
- Бобров Е. А. О допустимости косвенных доказательств при установлении юридических фактов, необходимых для назначения трудовой пенсии // Конституционные основы трудового права и права социального обеспечения: состояние и перспективы: материалы XIV имени М. В. Ломоносова и V Международной научно-практической конференции «Кутафинские чтения» / под общ. ред. д.ю.н., проф. А. М. Куренного. — М., 2013. С. 467—473.